# إيفالداس دينيس
إيفالداس دينيس (بالليتوانية: Evaldas Dainys)‏ مواليد 29 سبتمبر 1982 في كاوناس، الجمهورية الليتوانية السوفيتية الاشتراكية، الاتحاد السوفيتي، هو لاعب كرة سلة ليتواني. بدأ مسيرته الاحترافية في سنة 2002. يحمل الرقم 55. يبلغ طوله 5 قدم 11 بوصة (1.8 م). اعتزل اللعب في 2015.

## المسيرة الاحترافية
لعب مع نادي نبتونس لكرة السلة من سنة 2005 إلى 2009، ثم لعب مع ليتوفوس رايتس في موسم 2009–2010، ثم لعب مع نادي نبتونس لكرة السلة من سنة 2011 إلى 2013.

## روابط خارجية
- إيفالداس دينيس على موقع كرة السلة الأوروبية.كوم (الإنجليزية)
- إيفالداس دينيس على موقع ريلجم (الإنجليزية)
- إيفالداس دينيس على موقع بروبوليرز (الإنجليزية)
- إيفالداس دينيس على موقع سبورتس رفرنس (الإنجليزية)